# Stadio Brianteo
Lo stadio Brianteo, noto per motivi di sponsorizzazione come U-Power Stadium, è un impianto sportivo multifunzione italiano di Monza.
Inaugurato nel 1988, da allora ospita le partite casalinghe della squadra di calcio maschile del Monza e dalla stagione 2025-2026 dell'Inter U23, la seconda squadra dell'Inter. Nella stagione 2019-2020 è stato sede anche della squadra calcistica femminile del Milan. Nel 2011 fu anche usato come campo interno dalla franchigia di rugby a 15 degli Aironi in Celtic League, oltre ad avere ospitato varie finali del campionato italiano di rugby.
Il nome commerciale di U-Power Stadium è stato adottato a seguito della stipula di un accordo di denominazione con l'azienda di abbigliamento per lavoro U-Power.

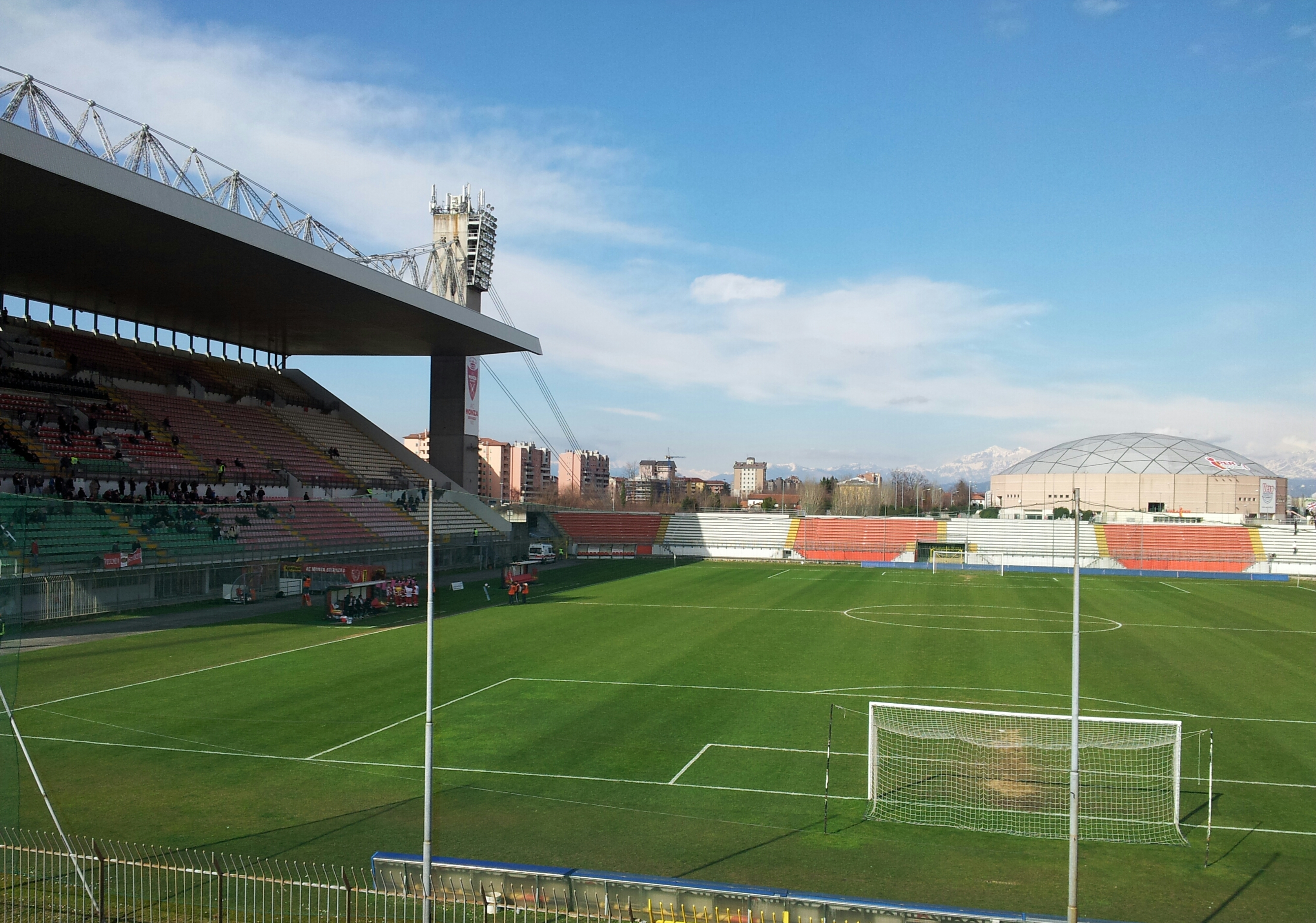
Lo stadio prima degli interventi Fininvest

## Storia

### Primi trent'anni
Lo stadio Brianteo, situato alla periferia nord-est del capoluogo brianzolo, sostituì il piccolo stadio Gino Alfonso Sada, situato in centro a ridosso della stazione.
I lavori, fortemente voluti dall'allora presidente biancorosso Valentino Giambelli fin dal 1979, partirono dopo un lungo dibattito cittadino e vennero rallentati da difficoltà tecniche e modifiche progettuali, ad esempio nella costruzione della struttura che sorregge la copertura della tribuna (rimasta a lungo priva di collaudi strutturali) e per la mancata realizzazione della pista di atletica, pur prevista nel disegno originario.
Lo stadio fu inaugurato il 28 agosto 1988 in occasione di un incontro di Coppa Italia del Monza contro la Roma, vinto per 2-1 dai brianzoli.
La struttura aveva dimensioni ragguardevoli per il bacino d'utenza cittadino (18 568 posti), rispondendo alle ambizioni del patron Giambelli, che dichiarò di voler portare il Monza in Serie A. All'atto pratico, la storia societaria nelle stagioni successive fu avara di successi e costellata da crisi sportive e societarie, che finirono per rendere lo stadio sovradimensionato per le necessità del calcio monzese, con la piazza che altresì lo apprezzò poco per via della posizione decentrata e della ridotta capienza delle curve. Ciò si tradusse in uno scarso afflusso di pubblico, con conseguente poca manutenzione e precoce degrado delle infrastrutture, al punto che nel 2001, per motivi di sicurezza e contenimento dei costi, si decise di chiudere al pubblico la tribuna est/distinti, con susseguente netta riduzione della capienza effettiva.
Con l'avvento del terzo millennio si iniziò a parlare dell'opportunità di ristrutturare lo stadio: nel 2014 l'allora patron del Monza Anthony Armstrong Emery commissionò un progetto a uno studio architettonico di Segrate, che rimase però lettera morta; Emery peraltro di lì a poco riparò a Dubai per sfuggire a un mandato d'arresto internazionale spiccato dalle autorità inglesi, avviando de facto il Monza al fallimento. Tra fine 2014 e inizio 2015, mentre il club passava infruttuosamente di mano in mano a vari faccendieri, il degrado dello stadio non fece che aumentare: il mancato pagamento delle utenze comportò interruzioni alle forniture di gas ed elettricità, al punto che la struttura rischiò la completa chiusura. Ancora negli anni seguenti, sebbene l'arrivo della famiglia Colombo avesse ridato stabilità societaria al Monza, l'impianto continuò a essere fonte di problematiche gestionali e amministrative.

### Interventi Fininvest

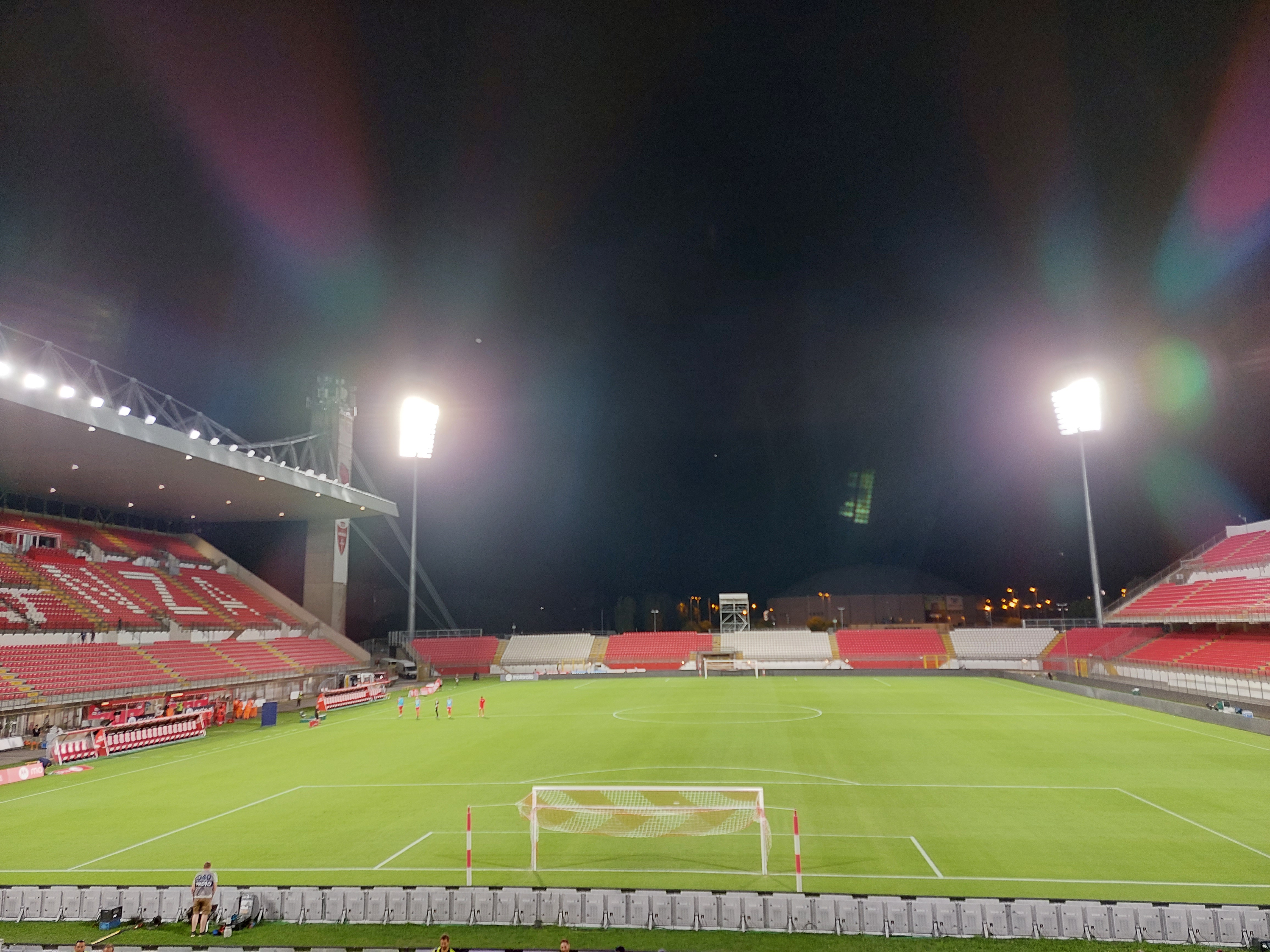
Vista serale dello stadio dopo gli interventi Fininvest

Nel 2018, a seguito dell'acquisizione del Monza, Fininvest, la holding di Silvio Berlusconi, si attivò fin da subito con un investimento di 5 milioni di euro (poi portati a 9) per sanare le tare maggiori dello stadio (concessole in gestione per 45 anni dall'amministrazione comunale, unitamente al centro sportivo Monzello) e migliorarne il livello infrastrutturale.
Per poter continuare a utilizzare lo stadio senza correre il rischio di dover utilizzare un campo neutro, si scelse di adottare la tecnica "a cantiere aperto", tenendo sempre almeno 4 999 posti agibili (portati a 7 499 già entro il 2019) e non dovendo mai chiudere l'arena alle attività agonistiche. Al contempo si diede assoluta priorità agli interventi essenziali per l’agibilità e l'ottemperanza dei requisiti di sicurezza, mettendo a norma gli impianti, per poi attuare i più urgenti lavori di ammodernamento: la ristrutturazione dei locali interni, l'apertura di un bar sotto la tribuna centrale (ove vennero ultimati e attivati gli ascensori, rimasti incompiuti dal 1988) e la realizzazione di un'area hospitality. Molte delle aree interne dell’impianto vennero completamente ri-allestite, ivi compresa la zona spogliatoi.
Per aumentare la visibilità degli sponsor fu installato un sistema pubblicitario a bordo-campo con due file di schermi LED; con la medesima tecnologia, a scopo scenografico, venne rivestito l'interno del tunnel di collegamento campo-spogliatoi.
Nella seconda metà del 2019 gli interventi si concentrarono sulla tribuna (con posa di 5 000 nuovi seggiolini bianco-rossi che compongono la scritta AC MONZA, apertura di 4 skybox per spettatori d'alto profilo e rinnovamento della sala conferenze) e sull'impianto di illuminazione, del tutto rinnovato con un sistema a LED di ultima generazione, utilizzabile anche per spettacoli luminosi a carattere coreografico.

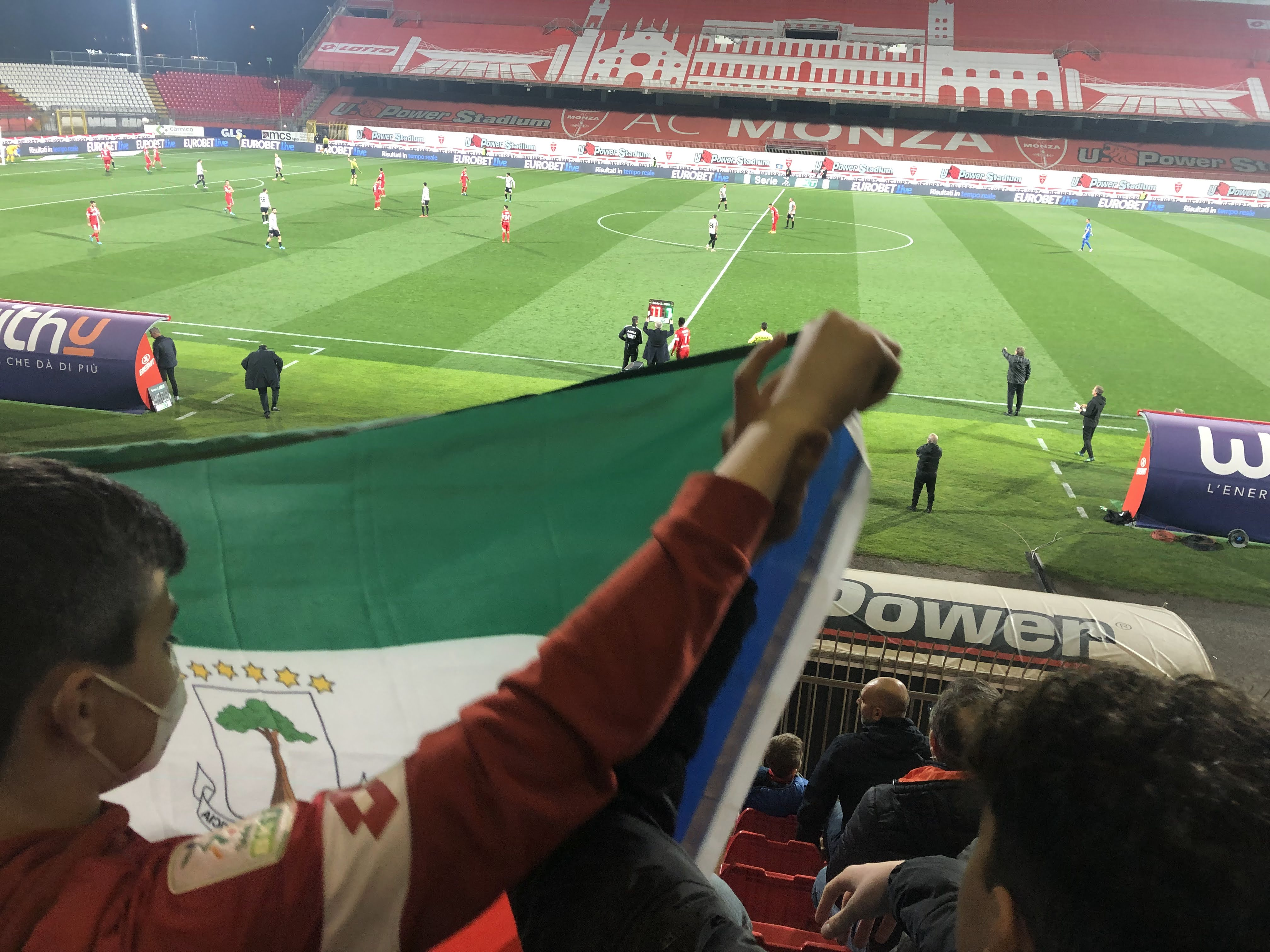
Vista dalla tribuna durante una partita nel 2022: sullo sfondo i distinti, chiusi al pubblico e rivestiti da teli istoriati con sponsor e disegni dei monumenti monzesi

La seconda metà del 2020 vide sia il completamento degli interventi programmati per tale periodo, sia di quelli il cui avvio era stato programmato per il mese di maggio 2020 ed erano stati posticipati a causa dello scoppio della pandemia di COVID-19. Nello specifico, venne ripristinata l'agibilità di un quarto settore degli spalti, permettendo l'incremento della capienza a 9 999 posti, tutti a sedere grazie all'installazione dei seggiolini sulle curve nord e sud; inoltre la creazione dell'area denominata OB-VAN permise l'agevole parcheggio dei mezzi pesanti con le apparecchiature di trasmissione radiotelevisiva, garantendo altresì un facile cablaggio per raggiungere le 3 nuove postazioni telecamere situate sulla tribuna centrale. Nella circostanza venne anche effettuato il rifacimento del manto erboso, poi premiato come secondo miglior terreno della Serie B 2020-2021. I 4000 m² della tribuna est/distinti (chiusa al pubblico) vennero infine rivestiti da teli istoriati con il disegno dei simboli della città, che oltre a migliorare il colpo d'occhio sull'impianto permisero di ricavare ulteriori spazi di visibilità commerciale a beneficio degli sponsor.
Il 4 settembre 2020 il Monza ufficializzò l'accordo commerciale con l'azienda U-Power, attiva nel settore delle calzature e dell’abbigliamento da lavoro, che rilevò i diritti di denominazione del Brianteo, ribattezzandolo U-Power Stadium.
La realizzazione dell'impianto di climatizzazione permise poi la quotidiana fruibilità dell'impianto sia per gli atleti che per i dipendenti: grazie alla creazione dei nuovi uffici, all'U-Power Stadium è stato dislocato oltre l'80% dei dipendenti dell'AC Monza, con l'obiettivo di arrivare al 100% entro il 2022, liberando così la vecchia sede al centro sportivo Monzello.
Nell'estate 2022, a seguito della prima storica promozione del Monza in Serie A, è iniziato un nuovo intervento, che nel giro di 50 giorni ha condotto al ripristino dell'agibilità anche della tribuna est/Distinti (risanata, consolidata e dotata di nuovi seggiolini), così da portare la capienza a 15 039 posti, in ottemperanza ai criteri infrastrutturali della prima divisione del calcio italiano; al contempo l'impianto di illuminazione è stato ulteriormente potenziato. In previsione del maggiore afflusso di pubblico, anche la viabilità circostante al Brianteo è stata revisionata, per non intralciare la circolazione durante le giornate di campionato e al contempo liberare maggiori posti auto a servizio degli spettatori. Nell'estate 2023 la capienza viene portata a 16 917 unità, rendendo disponibili tutti i posti da sedere in tribuna ovest e tribuna est. Successivamente nel 2024 la capienza è stata aumentata a 17 102 posti.
A luglio 2024 è stato rifatto completamente tutto il terreno di gioco (con drenaggi e irrigazione) e sono stati aggiunti 30 chilometri di tubi per il riscaldamento su una parte di campo di 8200 metri quadrati, di ultima generazione. Inoltre è stato installato un maxischermo di 100mq sopra la curva nord.
Nel 2025 la Lega Serie A ha assegnato per la prima volta il premio "Most Valuable Field" (MVF) allo U-Power Stadium di Monza, riconoscendo ufficialmente il miglior terreno di gioco della stagione 2024/25. Nonostante la retrocessione del club brianzolo al termine della stagione, l’U-Power Stadium si è distinto per l’eccellenza nella gestione e nella cura del prato, ricevendo così un riconoscimento prestigioso nel panorama calcistico italiano.

## Caratteristiche tecniche

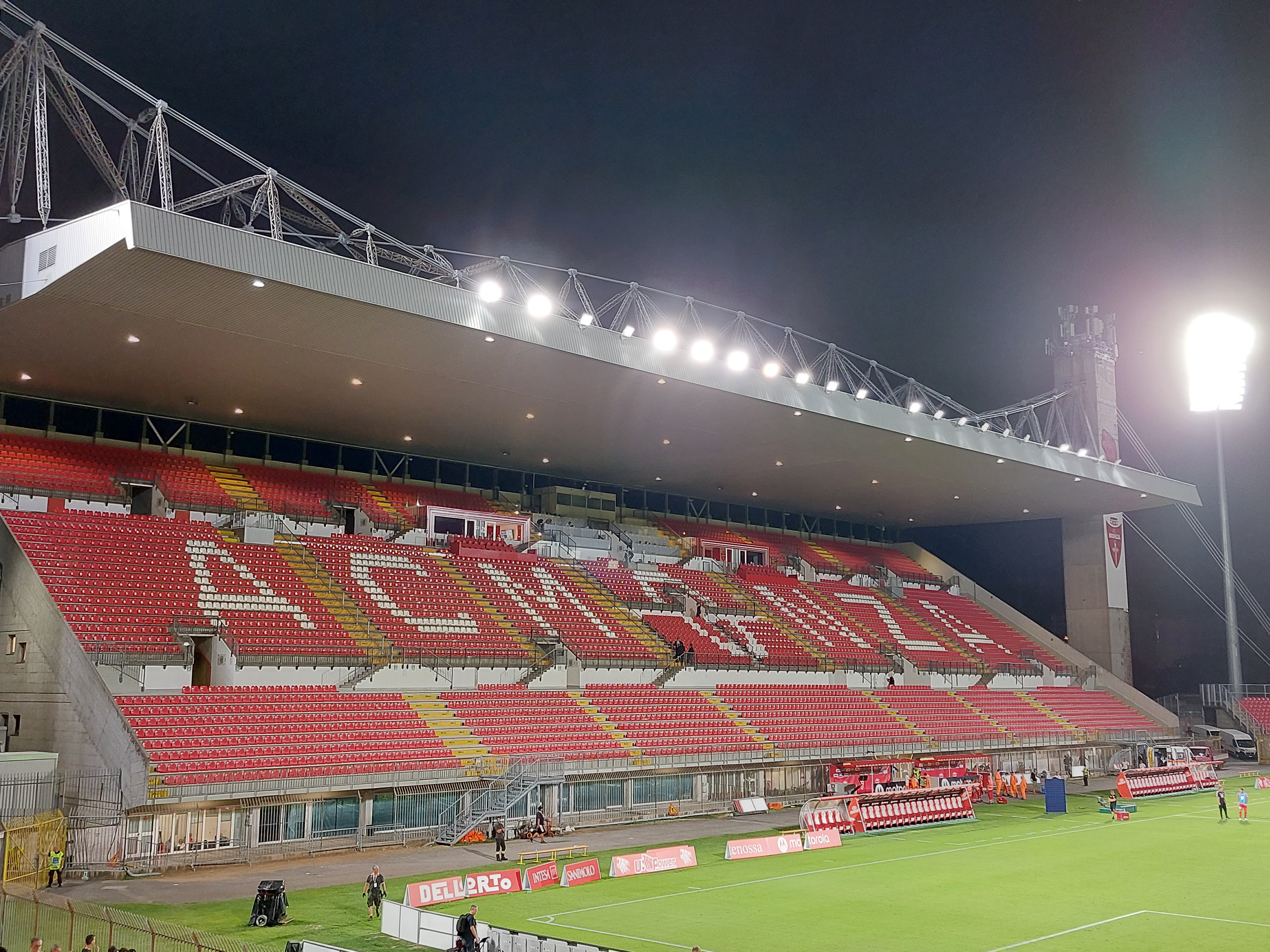
La tribuna "Angelo Scotti" dopo i lavori seguiti all'acquisizione dell'AC Monza da parte di Fininvest.

L'impianto è dedicato alla pratica calcistica: non sono presenti altre infrastrutture attorno al campo e gli spalti ne seguono i bordi, divisi da esso da una recinzione in ferro battuto e dal "campo per destinazione": la distanza comunque presente tra il livello inferiore e il rettangolo di gioco tradisce il fatto che il progetto originario dovesse includere anche una pista di atletica leggera, poi non realizzata. La struttura in cemento armato a vista delle gradinate, particolarmente evidente sui due rettilinei, è di gusto architettonico brutalista.
Gli spalti si compongono di due corpi di fabbrica:
- la tribuna centrale ovest con copertura (retta da due pilastri laterali con un sistema di tiranti), capace di oltre 5 000 posti a sedere e costituente una struttura autonoma dal resto delle gradinate. Su di essa si trovano anche la tribuna d'onore, la tribuna stampa (intitolata a Claudio Parma[30], ex giornalista e tifoso biancorosso), 4 gabbiotti per speaker e telecronisti; a seguito dei lavori eseguiti sotto la gestione Fininvest, dispone altresì di area hospitality e 4 "sky box". Dal 2018 è intitolata alla memoria di Angelo Scotti, "padre nobile" della tifoseria monzese.[31] Il 3 gennaio 2023 la sala stampa, sempre all'interno della tribuna, viene intitolata a Giancarlo Besana, giornalista monzese scomparso qualche anno prima[32].

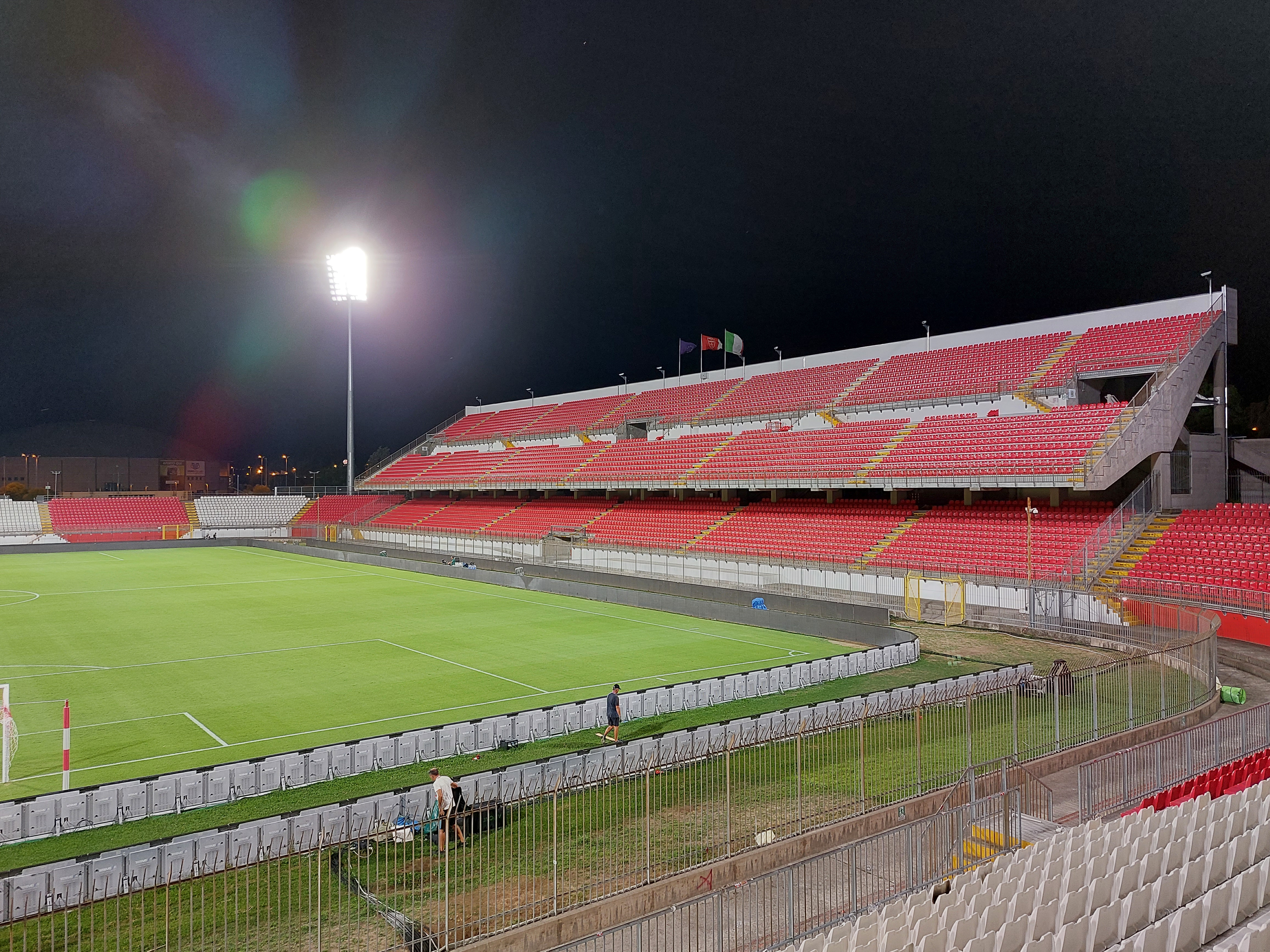
La tribuna est, ex distinti, dopo i lavori dell'estate 2022.

- il complesso curve+tribuna est (ex distinti) che abbraccia i restanti tre lati del campo: le due "end" sono a singolo livello (costruito con struttura a terrapieno), mentre la tribuna est è edificata a doppio livello sovrapposto. La curva sud (intitolata a Davide Pieri, tifoso del Monza deceduto nel dicembre 1998[33]) mette a disposizione della tifoseria organizzata locale 2 900 posti, così come la curva nord, dedicata alle tifoserie ospiti. La capienza della tribuna est è di circa 8 000 unità[29].

## Record di spettatori
Dati aggiornati al 26 dicembre 2024 e riferiti alle partite ufficiali, tratti dal sito internet del Monza, oppure da Stadiapostcards.

### Calcio
- Serie A 2024-2025 - Monza - Juventus: 15 479 spettatori[34]

### Rugby
- Calvisano - Benetton Treviso (finale Super 10 2007-08): 11 976 spettatori[35]

## Altri utilizzi calcistici

### Calcio maschile
Prima ancora che il Monza vi approdasse, il Brianteo ha accolto la disputa di due incontri di massima serie:
Cremonese-Napoli del 24 settembre 1989, per squalifica del campo di Cremona, davanti a 13 629 spettatori (fonte stadiapostcards); la partita si concluse sull'1-1, con reti di Dezotti per la Cremonese al 45' e pareggio di Maradona all'88'.
Atalanta-Ascoli dell'8 settembre 1991, a causa dell'indisponibilità dello Stadio Comunale di Bergamo; la partita si concluse sull'1-1, reti di Pergolizzi per i marchigiani e di Perrone per i lombardi. Erano presenti 12 202 spettatori (fonte stadiapostcards).
Nella stagione 2025-2026 ospita le gare interne dell'Inter U23, la seconda squadra dell'Inter, militante nel campionato di Serie C.

### Calcio femminile
Lo stadio fu utilizzato nella stagione 2019-2020 dalla squadra femminile del Milan. Il 10 marzo 2021 vi si disputò la partita Atletico Madrid-Chelsea valevole per l'andata degli ottavi di finale di Champions League di calcio femminile. Il 24 marzo 2021 per la stessa competizione viene disputata l'andata dei quarti di finale tra Barcellona e Manchester City.

## Altri sport

### Rugby

#### Le finali del Super 10
Dal 2006 al 2008 il Brianteo ospitò la finale di tre edizioni consecutive del campionato italiano di rugby, il Super 10; in tutte e tre le edizioni fu presente il Benetton Treviso, in due di esse il Calvisano e in una il Viadana.
La finale 2005-06 registrò 9 300 spettatori, quella del 2006-07 11 350 e quella del 2007-08 11 976.

##### Finale 2005-06
| Arbitro: | Carlo Damasco (Napoli) |

|                                             |           |                                            |
| 7' Legg mt 20', 28', 44' e 59' Marcato c.p. | Marcatori | c.p. 22', 49' e 77' Kruger drop 17' Kruger |

##### Finale 2006-07
| Arbitro: | Giulio De Santis (Roma) |

| |           |                                                                |
| 71' Sbaraglini, 80'+6 Wentzel, 107' Perziano mt 80'+6 e 107' Goosen tr 27', 42' e 111' Goosen c.p. | Marcatori | c.p 20', 30', 40'+5, 52', 68', 96' e 113' Pilat drop 61' Pilat |

##### Finale 2007-08
| Arbitro: | Carlo Damasco (Napoli) |

|                                                                              |           |                 |
| 63' Treloar, 83' M. Pratichetti mt 63', 83' Griffen tr 15', 46' Griffen c.p. | Marcatori | c.p. 49' Goosen |

#### Heineken Cup
La squadra rugbistica degli Aironi ha disputato le partite casalinghe della Heineken Cup (la Coppa d'Europa di rugby) allo stadio Brianteo nell'anno 2011.
Ecco gli incontri:
- Aironi - Leicester Tigers, 12 novembre 2011 8 151 spettatori
- Aironi - Ulster, 17 dicembre 2011: 6 050 spettatori
- Aironi - Clermont Auvergne, 14 gennaio 2012: 4 921 spettatori

#### Incontri della nazionale italiana
La Nazionale Italiana di Rugby giocò in questo stadio su un campo innevato la partita contro le Isole Figi nel 2005.

### Football americano

#### Superbowl italiano
Al Brianteo si è giocato due volte il Superbowl italiano:
- il 6 luglio 1991 vi si giocò l'XI Superbowl Italiano, vinto dai Giaguari Torino sui Phoenix San Lazzaro per 38 a 16
- il 21 giugno 1997 vi si giocò il XVII Superbowl Italiano, vinto dai Phoenix Bologna sui Frogs Legnano per 42 a 35.

## Concerti
Di seguito gli artisti musicali che si sono esibiti al Brianteo:
- Michael Jackson: il 6 e 7 luglio 1992 ospitò due tappe del Dangerous World Tour, che registrarono circa 25 000 spettatori a serata. Queste furono le uniche date italiane del tour, precedute dal concerto a Roma allo Stadio Flaminio.[45]
- Elton John e Eric Clapton: 10 luglio 1992.[46]
- Pino Daniele, Jovanotti e Eros Ramazzotti: PinoJovaEros, 22 giugno 1994.[47]
- Luciano Ligabue: 16 luglio 2000.[48]
- Francesco Guccini: 7 settembre 2001.[49]
- Renato Zero: Prove di volo, 25 giugno 2002.[50]
- Jamiroquai: 9 settembre 2011. Concerto aperto dai Planet Funk, in occasione del Gran Premio d'Italia di Formula 1.[51]
- Gianluca Grignani: 12 luglio 2012.[52]
- Franco Battiato: 18 luglio 2012.[53]
- Massimo Ranieri: 23 luglio 2012.[54]
- Elio e le Storie Tese: 25 luglio 2012[55] e 26 maggio 2024.[56]

Lo stadio ha altresì ospitato tre edizioni del festival Gods of Metal, nelle date 10 e 11 giugno 2000, 8 e 9 giugno 2002, 27 e 28 giugno 2009.